# Đức Cơ (huyện)
Đức Cơ là một huyện biên giới cũ nằm ở phía tây tỉnh Gia Lai, Việt Nam.

## Địa lý
Huyện Đức Cơ ở phía tây của tỉnh Gia Lai, có vị trí địa lý:
- Phía đông và phía nam giáp huyện Chư Prông
- Phía tây giáp Vương quốc Campuchia với đường biên giới dài khoảng 35 km
- Phía bắc giáp huyện Ia Grai.

Huyện Đức Cơ có tổng diện tích tự nhiên là 724,28 km², dân số năm 2023 là 81.673 nhân khẩu.

### Điều kiện tự nhiên
Huyện Đức Cơ có chiều dài đường biên giới 35 km, trải dài trên địa bàn 3 xã: Ia Dom, Ia Nan và Ia Pnôn.
Đức Cơ một huyện vùng cao, vùng sâu vùng xa, điều kiện địa hình nhiều đồi núi, dẫn đến việc đi lại, giao thông gặp nhiều khó khăn, có đường biên giới dài khoảng 50 km.
Huyện nằm trong vùng có đặc điểm khí hậu nhiệt đới gió mùa cao nguyên, trong năm có hai mùa rõ rệt: mùa mưa(bắt đầu từ tháng 5 đến tháng 11), mùa khô bắt đầu từ tháng 12 đến tháng 4 năm sau). Nhiệt độ bình quân 24°C, độ ẩm trung bình 81%, lượng mưa trung bình 1500–1600 mm, cơ bản thuận lợi cho việc phát triển sản xuất nông nghiệp và lâm nghiệp.
Hệ thống sông suối trên địa bàn huyện có mật độ không cao song phân bố đều trên toàn vùng từ Đông sang Tây với các suối lớn như Suối Đôi, Suối IaKrel và nhiều suối nhỏ,...
Hệ thống đất đỏ bazan màu mỡ cùng với những điều kiện tự nhiên thuận lợi cho việc sản xuất nông nghiệp với các loại cây công nghiệp dài ngày như cà phê, tiêu, điều...

## Hành chính
Huyện Đức Cơ có 10 đơn vị hành chính cấp xã trực thuộc, bao gồm thị trấn Chư Ty (huyện lỵ) và 9 xã: Ia Din, Ia Dom, Ia Dơk, Ia Kla, Ia Krêl, Ia Kriêng, Ia Lang, Ia Nan, Ia Pnôn.

## Lịch sử
Trước năm 1945, vùng đất Đức Cơ ngày nay là địa bàn cư trú từ lâu đời của người Jrai thuộc nhóm Tboăn.
Ngày 30 tháng 10 năm 1893, Hiệp ước Xiêm – Pháp được ký kết, Xiêm thừa nhận quyền bảo hộ của Pháp trên tả ngạn sông Mê Kông, Tây Nguyên nói chung, Gia Lai trong đó có Đức Cơ nói riêng được Pháp sáp nhập vào đất Hạ Lào.
Sau nhượng bộ của triều đình nhà Nguyễn theo yêu sách của Khâm sứ Trung Kỳ là Bulôsơ (Boulloche), ngày 16 tháng 10 năm 1898, Tây Nguyên là vùng đất thuộc quyền bảo hộ trực tiếp của thực dân Pháp. Cũng trong năm này, tòa đại lý hành chính Kon Tum, bao gồm cả địa phận Gia Lai được thành lập và giao cho linh mục thừa sai Viallenton (cha Truyền) cai quản. Sự kiện này đánh dấu việc chinh phục vùng đất bắc Tây Nguyên của thực dân Pháp coi như hoàn tất, cả Tây Nguyên và Đức Cơ rơi vào ách đô hộ của chế độ thực dân.
Ngày 4 tháng 7 năm 1905, Toàn quyền Đông Dương ban hành Nghị định thành lập tỉnh tự trị Plei-Kou-Der, thì địa bàn huyện Đức Cơ ngày nay thuộc tỉnh này.
Ngày 25 tháng 4 năm 1907, Toàn quyền Đông Dương ban hành Nghị định xoá tỉnh Plei-Kou-Der. Đất đai của Đức Cơ thuộc đại lý hành chính Kon Tum nhập vào tỉnh Bình Định. 
Ngày 9 tháng 2 năm 1913, Toàn quyền Đông Dương ban hành Nghị định số 214 và 215, thực dân Pháp lập tỉnh Công Tum (từ đây viết là Kon Tum) thì địa bàn huyện Đức Cơ ngày nay cũng thuộc tỉnh này.
Ngày 24 tháng 5 năm 1925, Toàn quyền Đông Dương ban hành Nghị định thành lập đại lý hành chính Pleiku thuộc tỉnh Kon Tum, vùng đất Đức Cơ thuộc đại lý hành chính Pleiku.
Ngày 24 tháng 5 năm 1932, Toàn quyền Đông Dương ban hành Nghị định tách một phần đất phía nam tỉnh Kon Tum (gồm đại lý Pleiku và đại lý Cheo Reo) để thành lập tỉnh Pleiku thì phần đất của Đức Cơ ngày nay cũng thuộc về tỉnh Pleiku.
Đến trước Cách mạng Tháng Tám năm 1945, địa bàn Đức Cơ thuộc huyện Chư Ty, tỉnh Gia Lai.
Ngày 4 tháng 6 năm 1947, thực dân Pháp đổi Tòa Uỷ Phủ Liên bang sơn cước thành Tòa phụ trách các dân tộc sơn cước miền Nam Đông Dương.
Ngày 25 tháng 7 năm 1950, chính quyền bù nhìn Bảo Đại ký sắc lệnh số 3, đặt các tỉnh Đắk Lắk, Đồng Nai Thượng, Lâm Viên, Pleiku và Kon Tum thành một địa phận hành chính riêng biệt gọi là Cao nguyên miền Nam thuộc Hoàng triều cương thổ.
Ngày 21 tháng 5 năm 1951, Bảo Đại với tư cách là Quốc trưởng đã ban hành đạo dụ số 10, ấn định quy chế riêng biệt cho đồng bào các dân tộc ít người Tây Nguyên.

### Giai đoạn1954–1975
Về phía chính quyền Sài Gòn, từ năm 1954 – 1958, phần lớn vùng đất nay là Đức Cơ thuộc quận Pleiku, tỉnh Pleiku.
Ngày 25 tháng 6 năm 1958, Bộ trưởng Nội vụ Việt Nam cộng hoà ban hành Nghị định số 340-BNV/HC/NĐ, chia quận Pleiku thành 2 quận mới là Lệ Trung và Thuận Đức thì hầu hết phần đất đai của huyện Đức Cơ ngày nay thuộc tổng Plei Brel Dor, quận Lệ Trung.
Ngày 3 tháng 2 năm 1959, Tổng thống Việt Nam Cộng hòa ban hành Sắc lệnh số 33-NV thành lập quận Lệ Thanh, trụ sở đặt tại xã Đức Hưng (nay là Ia Krêl) thì vùng đất nay là Đức Cơ thuộc quận Lệ Thanh.
Ngày 22 tháng 2 năm 1966, Chủ tịch Ủy ban hành pháp Trung ương Việt Nam cộng hòa ban hành Nghị định số 273-NĐ/NV, quận Lệ Thanh được đổi tên thành quận Thanh An, vùng đất nay là Đức Cơ thuộc quận Thanh An cho đến năm 1975.
Về phía ta, trong kháng chiến chống thực dân Pháp (1946 – 1954), các xã nay thuộc huyện Đức Cơ, nằm phía tây đường 14 được gọi là vùng Tây đường 14. Đây là một khu vực rộng lớn bao gồm nhiều huyện hiện nay, là địa bàn hoạt động xây dựng cơ sở chính trị, phát động phong trào du kích chiến tranh, chưa lập đơn vị hành chính cấp huyện. Từ năm 1954 – 1975, địa bàn tỉnh được chia làm 9 khu (tương đương huyện), Đức Cơ thuộc khu 4, khu 5.
Tháng 7 năm 1960, tỉnh tỉnh Pleiku sáp nhập khu 4 và 5 thành khu 45. Giữa năm 1961, khu 45 lại tách ra thành khu 4 và khu 5 như cũ. Giữa năm 1962, do yêu cầu thống nhất chỉ đạo công tác dinh điền ở khu vực phía tây, tỉnh tỉnh Pleiku quyết định thành lập khu 10 nhưng đến đầu năm 1964 thì giải thể. Khu 10 được thành lập giai đoạn này có nhiệm vụ chỉ đạo công tác dinh điền của cả khu 4 và khu 5, không có địa bàn riêng.
Sau ngày miền Nam hoàn toàn giải phóng (1975), ta tổ chức lại các huyện, khu 4 được đổi tên thành huyện Chư Păh và là một trong mười huyện, thị của tỉnh Gia Lai - Kon Tum.
Huyện Đức Cơ được thành lập theo Quyết định 315-HĐBT ngày 15 tháng 10 năm 1991 của Hội đồng Bộ trưởng, trên cơ sở tách 4 xã: Ia Krêl, Ia Dơk, Ia Kla, Ia Dom thuộc huyện Chư Păh và 4 xã: Ia Pnôn, Ia Nan, Ia Lang, Ia Kriêng thuộc huyện Chư Prông.
Khi mới thành lập, thì huyện Đức Cơ có 8 đơn vị hành chính cấp xã, bao gồm 8 xã: Ia Krêl, Ia Dơk, Ia Kla, Ia Dom, Ia Pnôn, Ia Nan, Ia Lang và Ia Kriêng.
Ngày 26 tháng 12 năm 1991, Ban Tổ chức Chính phủ ban hành Quyết định số 691-TCCP. Theo đó: 
- Thành lập thị trấn Chư Ty trên cơ sở điều chỉnh một phần diện tích và dân số của xã Ia Kla;
- Thành lập xã Ia Din trên cơ sở điều chỉnh một phần diện tích và dân số của 2 xã: Ia Krêl và Ia Lang.

Huyện Đức Cơ có 10 đơn vị hành chính cấp xã, bao gồm 1 thị trấn và 9 xã như hiện nay.

## Kinh tế
Đức Cơ là một huyện miền núi, đa số dân cư là lao động phổ thông, làm nương rẫy hoặc lao động trong các ngành nghề nông, lâm nghiệp. Các hình thức trồng rừng,trồng cây công nghiệp khá phát triển,các cây trồng phổ biến như Cà phê, Cao su, Hồ tiêu, Khoai mì, … Chăn nuôi kém phát triển.
Tốc độ tăng trưởng kinh tế bình quân hàng năm đạt 12%; thu nhập bình quân đầu người 10,7 triệu đồng/năm; thu ngân sách bình quân tăng 27,2%/năm; tỷ lệ hộ nghèo hàng năm giảm bình quân 5,44%.